# ناحیه جیدونگ
ژیدانگ (به لاتین: Jiedong District) یک سکونتگاه مسکونی در جمهوری خلق چین است که در جیه‌یانگ واقع شده‌است.

## خصوصیات
ژیدانگ ۱٬۱۵۷٬۷۲۰ نفر جمعیت دارد.